# Michael Duwe

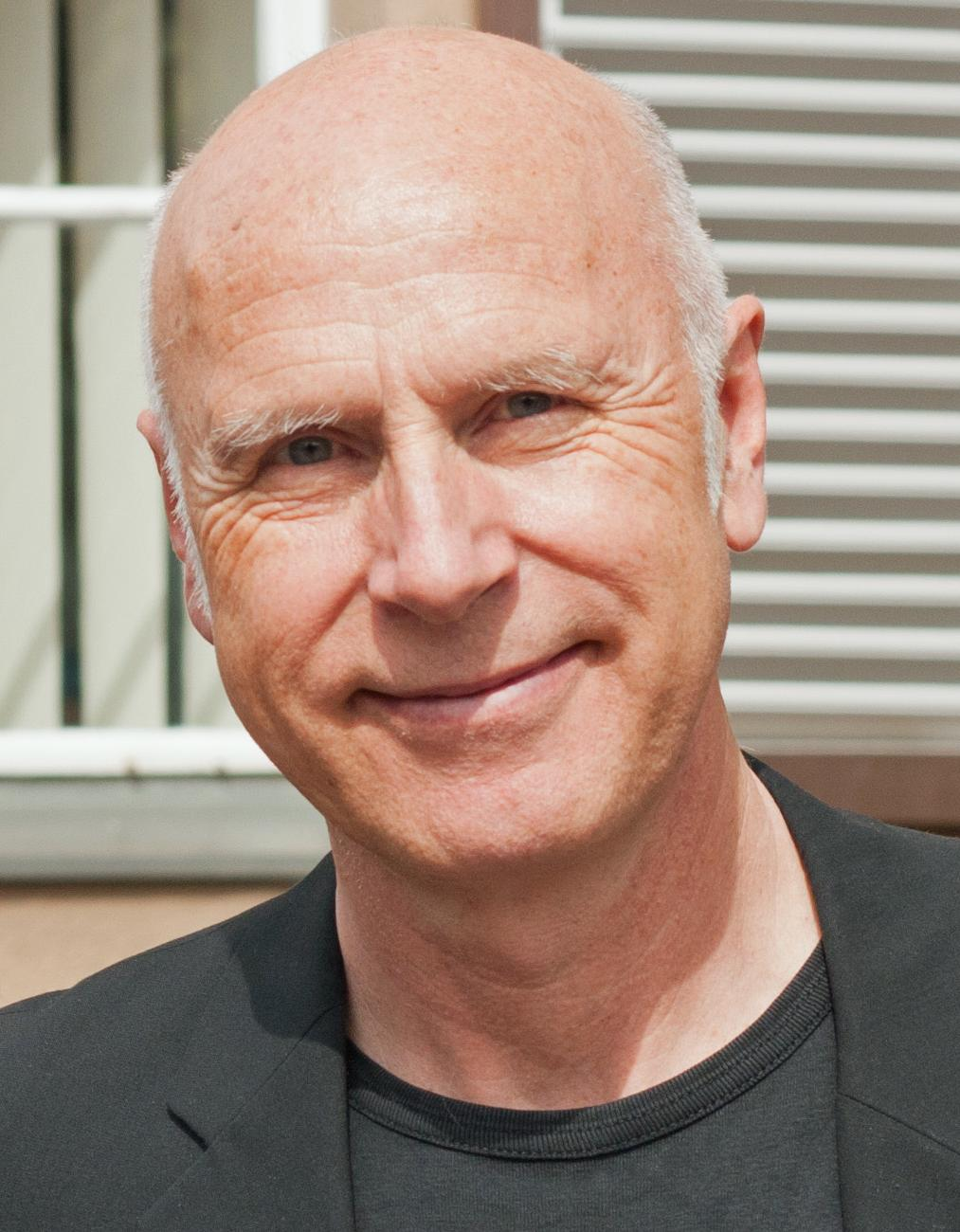
Michael Duwe aka Mickie D (2012)

Michael Duwe, auch bekannt unter dem Pseudonym Mickie D, ist Komponist, Musiker und Musikproduzent aus Berlin. Neben der Komposition und Produktion von Soundtracks für deutsche TV-Serien und Dokumentarfilme hat er diverse Solo-Alben veröffentlicht, darunter sein bekanntestes Werk „Mickie D’s Unicorn“ (IC/WEA 1979), und mit so unterschiedlichen Bands, Musikern oder Produzenten wie  Agitation Free, Ash Ra Tempel, Klaus Schulze, Michael Hoenig,  Michael Shrieve, Wolfgang Loos (Alphaville) oder Conny Plank zusammengearbeitet.

## Karriere

### Frühe Jahre
Er begann als Singer/Songwriter in den späten 1960er Jahren, war Gründungsmitglied der Berliner Formation Agitation Free und als Sänger und Darsteller mit dem Musical HAIR ab 1970 anderthalb Jahre auf Tournee durch Deutschland und die Schweiz.
1972 nahm er auf Einladung von Hartmut Enke und Manuel Göttsching mit Ash Ra Tempel als Lead-Sänger an der Aufnahmesession für das psychedelische Album Seven Up teil, welches gemeinsam mit Timothy Leary im Sinus Studio in Bern entstand.
Er war Gründungsmitglied der Berliner Band Metropolis, mit der er als Sänger und Gitarrist 1973 die LP Metropolis und die Single Super Plastic Club veröffentlichte. Basierend auf Ray Bradburys The Illustrated Man produzierte die Band eine Multimedia-Show, die am Heiligen Abend 1975 im Berliner Kant-Kino Premiere feierte, bevor die Band sich im Sommer 1976 endgültig auflöste.
Für das Berliner Forum-Theater komponierte und spielte er die Bühnenmusik für das Theaterstück Die Hälfte des Himmels und wir (La Moitié du ciel et nous) des französischen Autors und Regisseurs Armand Gatti.
Im Winter 1975/1976 organisierte Duwe gemeinsam mit Conny Konzack für dessen Kant-Kino die ersten dort stattfindenden Konzerte, bevor er Albatros Concerts gründete und Tourneen mit Man, Styx und den frühen Dire Straits durchführte. Als „Local Promoter“ in Berlin organisierte er in knapp zwei Jahren zahlreiche Konzerte und Festivals, u. a. mit Bands wie Patty Smith, Lou Reed, Chuck Berry, Bob Marley oder Blondie. Nachdem mit dem Konzert der Rolling Stones 1965 die Waldbühne in ihre Einzelteile zerlegt worden war und für viele Jahre für Rockkonzerte nicht mehr genutzt werden durfte, veranstaltete er mit Albatros Concerts 1977 erstmals wieder ein Rockfestival, mit u. a. Manfred Mann’s Earth Band, den Small Faces und Uriah Heep.
1978 zog er sich aus dem Veranstaltungsgeschäft zurück. Für das Solo-Album des ex-Tangerine Dream Michael Hoenig Departure from the Northern Wasteland komponierte und spielte er das Instrumental Sun & Moon ein.
Als Klaus Schulze 1978 das IC-Label gründete, wurde Duwe der erste Vertragskünstler. Gemeinsam mit Schulze produzierte er Mickie D's Unicorn, ein Album voller Märchenthemen und -figuren. Es handelt von Drachen, Hexen, Elfen und Feen, die Texte sind klar inspiriert von Der Herr der Ringe und Das letzte Einhorn, und die Musik ist eine eigentümliche Mischung aus Synthesizer-Sounds der Berliner Schule, Spacegitarre und oft mehrstimmigem Gesang, ein Meilenstein in der Fusion von Pop und Elektronik zu dieser Zeit. Als Gastmusiker waren dabei Manuel Göttsching (Ash Ra Tempel), Michael Shrieve (ex-Santana), Mano Opitz (Metropolis, Lilly Berlin) oder die KRAAN-Musiker Hellmut Hattler und Jan Friede.

“Here on his 1st album he plays an awesome Space Guitar (Hillage meets Göttsching) often accompanied by primitive but irresistible sequencers and he sings with a cool voice that reminds me slightly of uncle F. Zappa. He's supported by Hattler & Fride of Kraan fame, Göttsching (only programming on 1 track) and 2 ominous guys called "Mano" (Polymoog-Strings, Minimoog, Celli and Oboe) and "Sunshine" on drums.”

Weitere Solo-Arbeiten folgten in den nächsten Jahren.

### Spätere Jahre
Mitte der 1980er Jahre gründete er die Musik- und Medienproduktionsgesellschaft Einhorn media & entertainment GmbH, und später, in enger Partnerschaft mit Edel Records, das Label Navigator. Für die Berliner Akademie der Künste entwickelte und managte er zwei Labels für zeitgenössische Musik, The Listening Room und Academy, komponierte und produzierte die Musicalshow X-94 und plante und leitete gemeinsam mit Christian Kneisel das Festival für junge Kunst & Kultur Z 2000.
2002 veröffentlichte Edel Records Buch und CD Mickie D's Erotic Fairytales, komponiert, geschrieben und eingespielt von Duwe, mit musikalischen Gästen wie Mano Opitz, Joo Kraus oder George Kranz. Die Produktion basiert auf authentischen traditionellen erotischen Märchen aus aller Welt, die von ihm gesammelt, bearbeitet und aufgeschrieben worden waren. Das daraus entwickelte Musical feierte unter gleichem Titel im selben Jahr am Theater der Stadt Brandenburg seine Premiere.
Seit Mitte der 1990er Jahre schreibt und produziert er Soundtracks für das deutsche Fernsehen, für Doku-Dramen wie Sphinx - Geheimnisse der Geschichte (auch bekannt als ZDF Expedition), für Terra-X oder TV-Filme der Reihe Polizeiruf 110 und Tatort, oft in Zusammenarbeit mit Torsten Sense.
Er komponiert auch Music For Meditation (Brenda Davies - Welcome Prosperity), spielt Ukulele mit dem Berlin Ukulele Orchestra und ist von Zeit zu Zeit als Gastmusiker aktiv, wie z. B. Sologitarre auf Salvation, Singleauskopplung vom Album Our Time Will Come der Band KMFDM aus dem Jahr 2015.

## Werke

### Solo
- Mickie D’s Unicorn - Ridin' Home (Single) (2024)[1]
- Mickie D’s Unicorn (Album) (1979)
- Mickie D’s Unicorn - The Searcher (Single) (1979)
- Mickie D’s Unicorn - No Regrets (1989)
- Mickie D’s Unicorn - Aladdin  (1993)

- Mickie D’s Erotic Fairytales (2002)
- Trance Vania - Dracula (1994)[2]

### Mit Ash Ra Tempel
- Seven Up (Album) (1972)
- Kosmische Kuriere (Album) (1972)
- Tropical Heat (1991)

### Mit Agitation Free
- Fragments (1974)
- Proletariersohn radio play (1974)

### Mit Metropolis
- Metropolis (1974)
- Super Plastic Club (1974)

### Als Produzent und/oder Musiker und/oder Komponist
- KMFDM Our Time Will Come (2015)
- Brenda Davies - Soulgarden (2006)
- Brenda Davies - Just Be (2005)
- Dance Of The World - Live (2000)
- Best Of Sean Connery (Edel 1993)
- Best Of Kevin Costner (Edel 1992)
- Raducano - Gipsy In Blue (Navigator 1990)
- Lu Lafayette’s Wolfsmond - Auf Heisser Spur (Navigator 1990)
- Around The World In 80 Days (Edel 1989)
- Secret Lovers - Too Young (Teldec 1988)
- Secret Lovers - I See It In Your Eyes (Teldec 1987)

## Soundtracks

### Filme
- 3 Chinesen Mit Dem Kontrabass 20th Century Fox / NDF
- Polizeiruf 110 - Taubers Angst
- Polizeiruf 110 - Die Mass ist voll
- Polizeiruf 110 - Pech & Schwefel
- 2005: Der Mann den Frauen wollen

### Dokumentarfilme
- Die Tempelritter
- Gefangen im Reich des Shogun
- Die Rache des Regengottes
- Königin vom Nil - Hatshepsut
- Söhne der Wüste - Durch die Sahara
- Söhne der Wüste - Durch Gobi & Taklamakan
- Echnaton & Nofretete
- Auf der Suche nach dem Gral
- Zerstört Karthago
- Teufel auf der Seidenstrasse
- Buddha
- Mohammed
- Jesus
- Höllenfahrten